# Stazione di Reggio Calabria Gallico
La stazione di Reggio Calabria Gallico è una fermata ferroviaria posta sulla linea Tirrenica Meridionale.

## Storia
La stazione fu aperta nel 1881, come fermata di tipo urbano a servizio della crescente periferia nord di Reggio Calabria. La facciata del fabbricato viaggiatori attuale è stato rinnovato negli anni '10 del 2000, mantenendo uno stile semplice e funzionale.

## Strutture e impianti
La stazione dispone di 3 binari per il servizio viaggiatori. Le banchine laterali, sono collegate tra di loro da un sottopassaggio pedonale, inoltre è presente un tabellone per gli orari cartaceo e uno elettronico e la stazione dispone anche di un altoparlante per fornire informazioni ai passeggeri e una biglietteria automatica.
All'esterno della stazione è presente un parcheggio da oltre 50 posti auto. Per sfruttare il parcheggio e incentivare l'interscambio auto-treno era stato proposto di inserire questa fermata anche sui treni da/per Paola/Cosenza. La proposta non sembra aver avuto seguito.

## Movimento
La stazione è servita dai treni del servizio ferroviario suburbano di Reggio Calabria. In passato è stata servita anche da treni nazionali.
Attualmente è servita ALe 501, ETR 104 e dagli ultimi Ale 668.1200.

## Galleria d'immagini

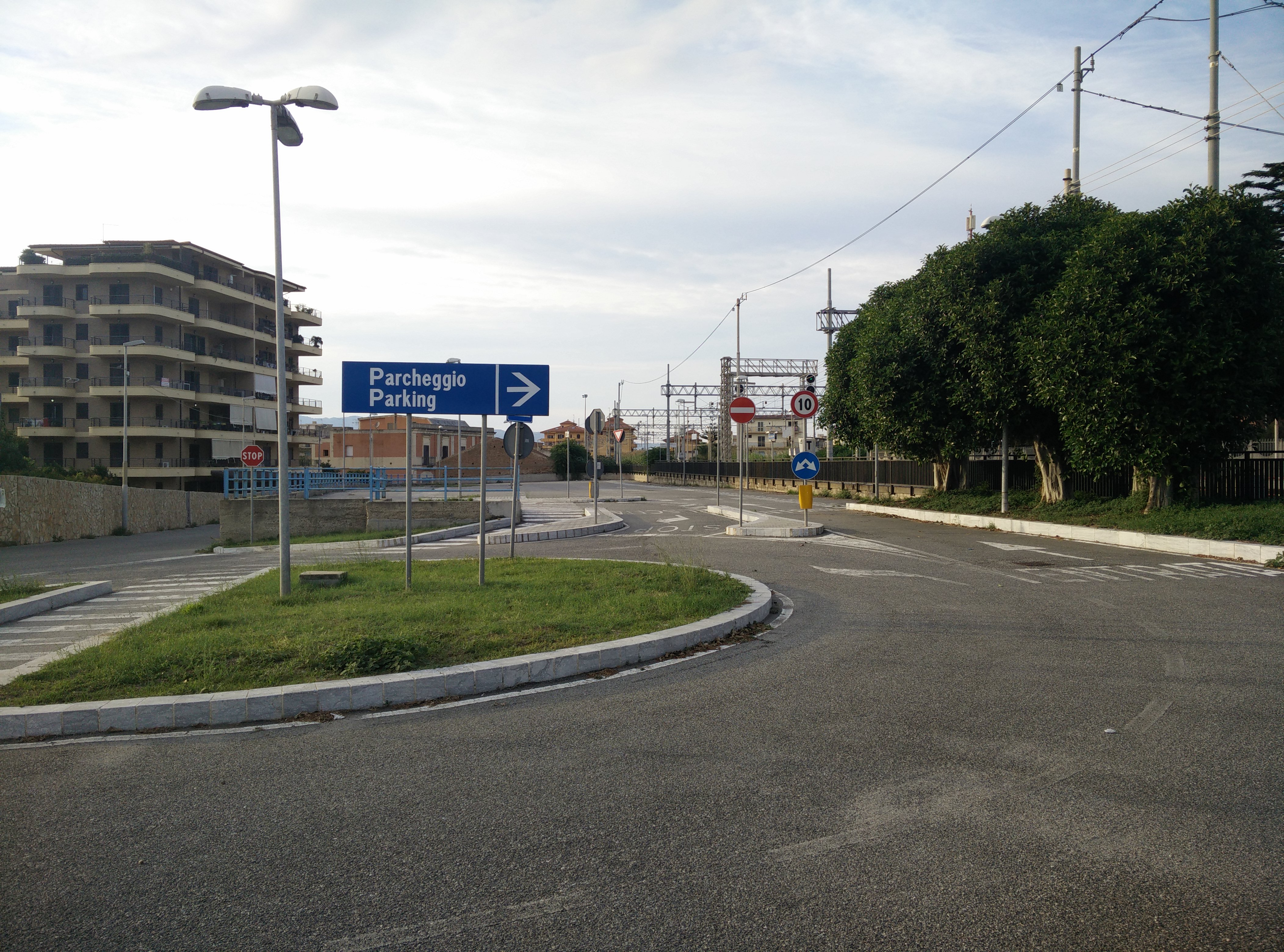
Vista del parcheggio all'esterno della stazione
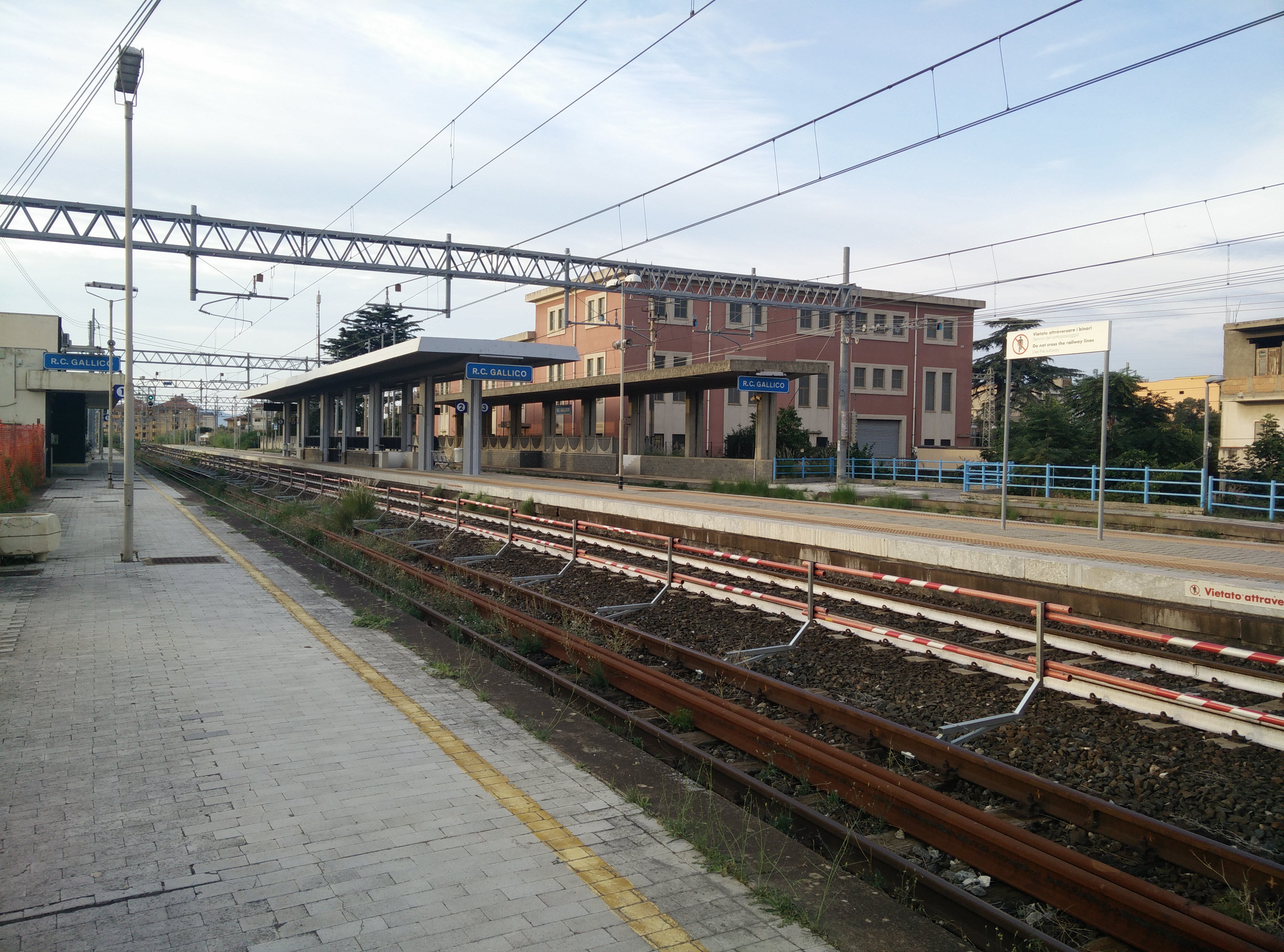
Vista dei binari e della Sottostazione Elettrica dall'interno della stazione